# Каракудук (Бухар-Жирауський район)
Каракуду́к (каз. Қарақұдық) — село у складі Бухар-Жирауського району Карагандинської області Казахстану. Адміністративний центр та єдиний населений пункт Каракудуцької сільської адміністрації.
Населення — 666 осіб (2021; 861 у 2009, 969 у 1999, 1088 у 1989).
Національний склад станом на 1989 рік:
- казахи — 100 %.